# کمیته ملی المپیک ایسلند
کمیته ملی المپیک ایسلند (ایسلندی: Íþrótta- og Ólympíusamband Íslands) یک سازمان ورزشی است که نماینده کشور ایسلند در کمیته بین‌المللی المپیک می‌باشد.
این سازمان که در سال ۱۹۱۲ تأسیس شده مسئول آماده‌سازی و اعزام ورزشکاران به بازی‌های المپیک، بازی‌های المپیک جوانان و بازی‌های اروپایی است.